# یواس‌سی و جی‌اس‌اس پث‌فایندر (۱۸۹۹–۱۹۴۱)
یواس‌سی و جی‌اس‌اس پث‌فایندر (۱۸۹۹–۱۹۴۱) (به انگلیسی: USC&GSS Pathfinder (1899–1941)) یک کشتی با طول ۱۹۶٫۲۵ فوت (۵۹٫۸۲ متر) بود. این کشتی در سال ۱۸۹۸ ساخته شد.